# Tsna
El Tsna - Цна (rus) - és un riu de Rússia, un afluent del riu Mokxa. Té una llargària de 451 km i una superfície de 21.500 km². Passa per l'óblast de Tambov i per l'óblast de Riazan.

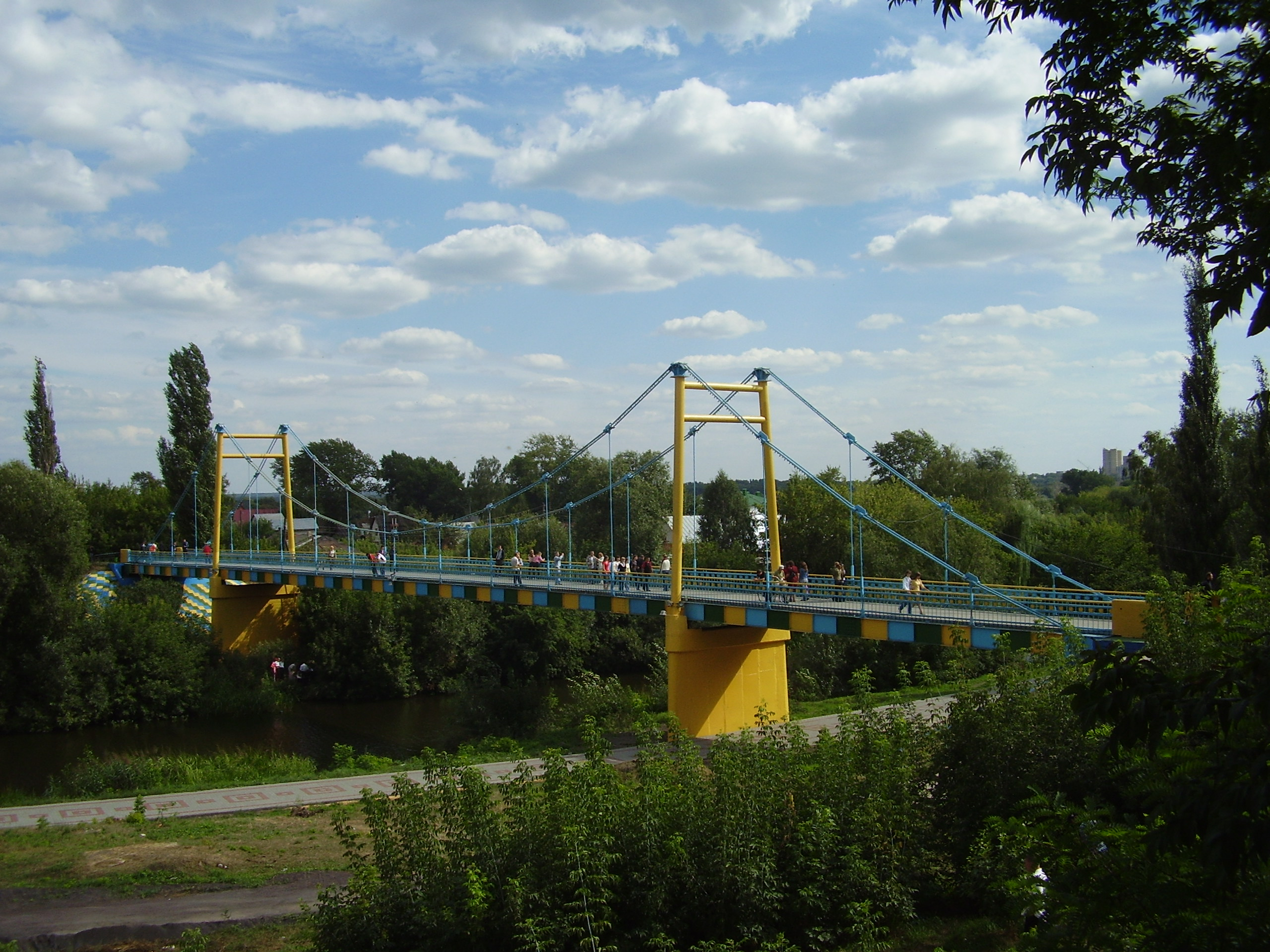
Pont sobre el riu Tsna a Tambov.

El riu Tsna neix a la part meridional de l'óblast de Tambov, prop de la vila de Rasskàzovo. Discorre en un primer tram en direcció oest, i en arribar a Kotovsk emprèn direcció nord, que no varia al llarg de més de 400 km. Poc després travessa la capital de la regió, Tambov, i a uns 100 km passa davant de Morxansk. Després rep per l'esquerra el riu Kasma i s'endinsa per la part meridional a l'óblast de Riazan. Rep, també per l'esquerra, el riu Vixa i després passa per les viles de Khambirno i Sàssovo. A uns 20 km al nord d'aquesta última ciutat, desemboca per la part esquerra al curs baix del Mokxa, que uns 40 km més endavant desemboca a l'Okà.
El Tsna es glaça durant un llarg període que va des de finals de novembre fins a abril.